# Arachis herzogii
Arachis herzogii är en ärtväxtart som beskrevs av Antonio Krapovickas och Al. Arachis herzogii ingår i släktet jordnötter, och familjen ärtväxter. Inga underarter finns listade i Catalogue of Life.